# Tadeusz Franciszek Wiśniewski

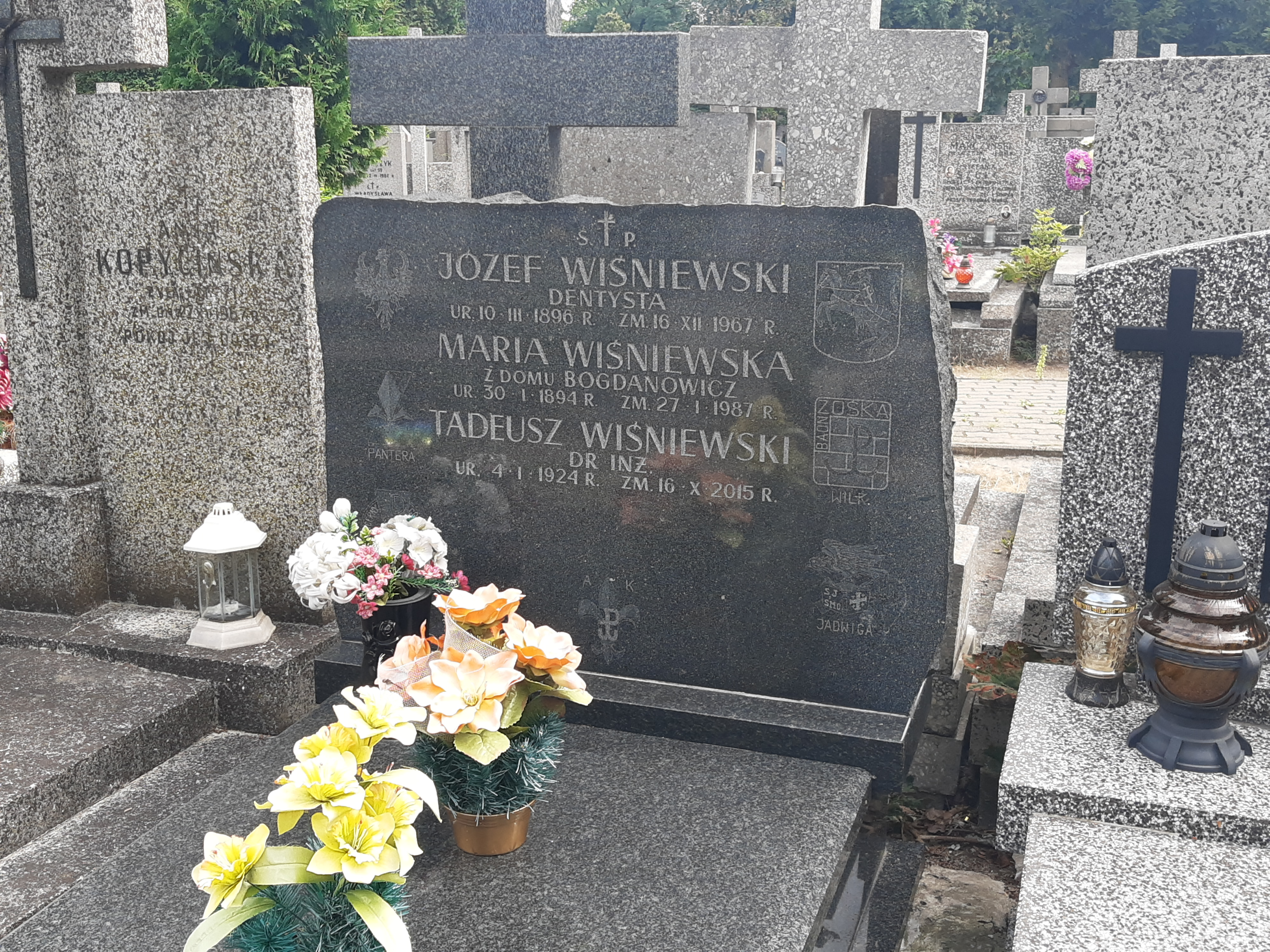
Grób Tadeusza Wiśniewskiego na cmentarzu Bródnowskim

Tadeusz Franciszek Wiśniewski (ur. 4 stycznia 1924, zm. 16 października 2015) – polski inżynier budownictwa, wykładowca Politechniki Warszawskiej, harcmistrz Szarych Szeregów, podporucznik Armii Krajowej, podpułkownik Wojska Polskiego, żołnierz batalionu „Zośka”.

## Życiorys
W latach 1941–1943 pobierał nauki na tajnych kompletach Politechniki Warszawskiej, ukończył tzw. Kursy Jagodzińskiego Wydziału Mechanicznego PW. Przez kolejne dwa lata walczył w oddziale partyzanckim. W 1945 rozpoczął studia na Wydziale Inżynierii Lądowej Politechniki Warszawskiej, które ukończył w 1950 z tytułem magistra budownictwa lądowego. W 1975 otrzymał stopień doktora nauk technicznych.
Na Politechnice Warszawskiej zajmował się normalizacją budownictwa oraz pracami dydaktyczno-naukowymi. Pełnił kolejno funkcje: asystenta, wykładowcy, a w latach 1970–1989 st. wykładowcy. Prowadził również zajęcia w filiach PW w Olsztynie, Lublinie oraz w Wieczorowej Szkole Inżynierskiej w Warszawie.
Równolegle do kariery naukowej, rozwijał się zawodowo. Pracował w renomowanych biurach projektowych m.in. w Pracowni ZOR pod kierownictwem prof. Syrkusa i w Biurze Studiów i Projektów Typowych Budownictwa Przemysłowego BISTYP w Warszawie.
Wykonał 22 prace naukowo – badawcze i doświadczalne w zakresie budownictwa. W tej dziedzinie uzyskał też 6 patentów. Brał udział w delegacjach zagranicznych, podczas których pracował m.in. w Afryce (Nigeria, Tunezja). Był docentem kontraktowym Enit-Ecole Nationale d’Ingenieurs a’Tunis.
Przez prawie całe życie działał w Związku Harcerstwa Polskiego. Należał do klubu b. Żołnierzy Batalionu „Zośka”, Stowarzyszenia Szarych Szeregów i Światowego Stowarzyszenia Żołnierzy Armii Krajowej.
Został pochowany z honorami wojskowymi i harcerskimi na cmentarzu Bródnowskim (kw. 36F-2-4).

## Nagrody, wyróżnienia, odznaczenia
Za swoje zasługi był wielokrotnie odznaczany, otrzymał m.in.:
- Krzyż Kawalerski Orderu Odrodzenia Polski
- Krzyż Oficerski Orderu Odrodzenia Polski
- Krzyż Komandorski Orderu Odrodzenia Polski (2014)
- Krzyż Walecznych
- Srebrny Krzyż Zasługi
- Krzyż Partyzancki
- Warszawski Krzyż Powstańczy
- Krzyż Armii Krajowej
- Medal Wojska
- Medal „Za udział w wojnie obronnej 1939”;
- Medal za Warszawę 1939–1945
- Medal Zwycięstwa i Wolności 1945
- Harcerski Krzyż Zasługi
- Krzyż za Zasługi dla ZHP z Rozetą i Mieczami
- Złoty Krzyż Zasługi ZHP
- Złotą Honorową Odznakę Zasłużony dla Warszawy i Mazowsza
- Odznakę Akcji Burza AK
- Medal IV Wieki Stołeczności Warszawy
- Srebrną i Złotą Honorową Odznakę PZITB

W 2014 otrzymał awans na stopień podpułkownika Wojska Polskiego.
Za wybitne osiągnięcia w projektowaniu i rozwoju budownictwa oraz za prace naukowo badawcze został uhonorowany nagrodami Komitetu Budownictwa i Architektury, Ministra Budownictwa i Przemysłu Materiałów Budowlanych, Ministra Nauki Szkolnictwa Wyższego i Techniki oraz Rektora Politechniki Warszawskiej. Otrzymał też 13 nagród za postęp techniczny i oszczędności uzyskane w projektach oraz za typizację w biurach projektowych.

## Członkostwa
- 1948-2000 - członek Polskiego Związku Żeglarskiego
- od 1958 - członek Polskiego Związku Inżynierów i Techników Budownictwa
- 1966–1972 - przewodniczący Sekcji Budownictwa Przemysłowego w Komitecie Realizacji Produkcji Budowlanej przy Zarządzie Głównym PZITB
- 1971–2000 - członek Komitetu Nauki PZITB przy Zarządzie Głównym PZITB[2]

## Życie prywatne
Tadeusz Wiśniewski był miłośnikiem żeglarstwa i sportów zimowych. Posiadał stopień Jachtowego Kapitana Żeglugi Wielkiej.